# Фосанова Сан Марко (Ферара)
Фосанова Сан Марко је насеље у Италији у округу Ферара, региону Емилија-Ромања.
Према процени из 2011. у насељу је живело 800 становника. Насеље се налази на надморској висини од 9 м.